# 道徳感情論
『道徳感情論』（どうとくかんじょうろん、英: The Theory of Moral Sentiments）は、1759年に出版されたイギリスの哲学者・経済学者であるアダム・スミスによる道徳哲学（倫理学）に関する著作。古い翻訳では『道徳情操論』（どうとくじょうそうろん）とも。
社会心理学・道徳心理学の先駆とも言える内容の著作であり、人間が「他者への想像力（英: imagination）・共感（英: sympathy）」を出発点として、「適切性（英: propriety）」「是認（英: approbation）」「判断力（英: judgement）」といった感覚を支える「道徳感情（英: moral sentiments）」を形成していく仕組みや、それに影響を与え得る様々な要素について、総合的に考察されている。
スミスのもう1つの主著『国富論』とも内容的に関連している。

## 構成
以下の全7部から成る（最終第6版）。
- 第1部 - 行為（英: action）の適切性（英: propriety）について。- 全3篇。

- 第2部 - 利点（英: merit）と欠点（英: demerit）について、あるいは、報奨（英: reward）と罰（英: punishment）の対象（英: objects）について。- 全3篇。

- 第3部 - 我々自身の感情（英: sentiments）と行為（英: conduct）に関する我々の判断（英: judgements）の基礎（英: foundation）、および義務感（英: sense of duty）について。- 全6章。

- 第4部 - 是認（英: approbation）という感情（英: sentiment）に対して、効用（英: utility）がもつ効果（英: effect）について。- 全2章。

- 第5部 - 道徳的（英: moral）な是認（英: approbation）や否認（英: disapprobation）という感情（英: sentiment）に対する、慣習（英: custom）や流行（英: fashion）の影響（英: influence）について。- 全2章。

- 第6部 - 美徳（英: virtue）の特徴（英: character）について。- 全3篇。

- 第7部 - 道徳哲学（英: moral philosophy）の体系（英: systems）について。- 全4篇。

### 第1部
- 第1部 - 行為（英: action）の適切性（英: propriety）について。- 全3篇。
  - 第1篇 - 適切性（英: propriety）という感覚（英: sense）について。- 全5章。
    - 第1章 - 共感（英: sympathy）について。
    - 第2章 - 相互共感（英: mutual sympathy）の喜び（英: pleasure）について。
    - 第3章 - 自分たち自身（英: our own）との一致（英: concord）・不一致（英: dissonance）によって、他者（英: other men）の気持ち（英: affections）の適切性（英: propriety）・不適切性（英: impropriety）を判断（英: judge）する手法（英: manner）について。
    - 第4章 - （同じ主題（英: subject）の続き。）
    - 第5章 - 友好的（英: amiable）および尊敬的（英: respectable）な徳（英: virtues）について。

  - 第2篇 - 適切性（英: propriety）と両立するさまざまな情念（英: passions）の程度について。- 全5章。
    - 第1章 - 身体（英: body）に起源（英: origin）を持つ情念（英: passions）について。
    - 第2章 - 想像力（英: imagination）の特定の作動（英: particular turn）や習慣（英: habit）に、起源（英: origin）を持つ情念（英: passions）について。
    - 第3章 - 非社会的（英: unsocial）な情念（英: passions）について。
    - 第4章 - 社会的（英: social）な情念（英: passions）について。
    - 第5章 - 利己的（英: selfish）な情念（英: passions）について。

  - 第3篇 - 行為（英: action）の適切性（英: propriety）をめぐる人間の判断（英: judgement）に及ぼす、繁栄（英: prosperity）と逆境（英: adversity）の効果（英: effects）について -- すなわち、後者よりも前者の状態にあるほうが、はるかに人間の是認（英: approbation）を得やすくなる理由は何か。- 全3章。
    - 第1章 - 一般的（英: generally）に悲しみ（英: sorrow）への共感（英: sympathy）は、喜び（英: joy）への共感（英: sympathy）より、より鮮明な感覚（英: lively sensation）だが、主要関係者（英: the person principally concerned）に自然（英: naturally）に感じられるものよりは、はるかに不足している（英: short）ということ。
    - 第2章 - 野心（英: ambition）の起源（英: origin）について、そして階級（英: ranks）の区別（英: distinction）について。
    - 第3章 - 富者（英: the rich）や高位者（英: the great）を称賛（英: admire）し、貧しく劣った境遇の者（英: persons of poor and mean condition）を軽蔑（英: despise）・軽視（英: neglect）する気質（英: disposition）によって引き起こされる、我々の道徳感情（英: moral sentiments）の腐敗（英: corruption）について。

### 第2部
- 第2部 - 利点（英: merit）と欠点（英: demerit）について、あるいは、報奨（英: reward）と罰（英: punishment）の対象（英: objects）について。- 全3篇。
  - 第1篇 - 利点（英: merit）と欠点（英: demerit）という感覚（英: sense）について。- 全5章。
    - 第1章 - 感謝（英: gratitude）の適正な対象（英: proper object）と思えるものは何でも報奨（英: reward）に値すると思えるし、同様に、憤り（英: resentment）の適正な対象（英: proper object）と思えるものは何でも罰（英: punishment）に値すると思えるということ。
    - 第2章 - 感謝（英: gratitude）と憤り（英: resentment）の適正な対象（英: proper objects）について。
    - 第3章 - 恩恵（英: benefit）を授与（英: confer）する人の行為（英: conduct）に是認（英: approbation）が無いところでは、それを授受（英: receive）する者の感謝（英: gratitude）に共感（英: sympathy）はほとんど無い、そして逆に、災難（英: mischief）を為す人の動機（英: motives）に否認（英: disapprobation）が無いところでは、それを被害（英: suffer）する者の憤り（英: resentment）に共感（英: sympathy）は無いということ。
    - 第4章 - （前章までの要約（英: recapitulation）。）
    - 第5章 - 利点（英: merit）と欠点（英: demerit）の感覚（英: sense）の分析（英: analysis）。

  - 第2篇 - 正義（英: justice）と善行（英: beneficence）について。- 全3章。
    - 第1章 - それら2つの徳（英: virtues）の比較（英: comparison）。
    - 第2章 - 正義（英: justice）の感覚（英: sense）について、悔恨（英: remorse）について、そして利点（英: merit）の意識（英: consciousness）について。
    - 第3章 - 自然（英: nature）の構成（英: constitution）による功利（英: utility）について。

  - 第3篇 - 運（英: fortune）が人間の感情（英: sentiments）に及ぼす影響（英: influences）について -- 行為（英: actions）の利点（英: merit）と欠点（英: demerit）を中心に。- 全3章。
    - 第1章 - 運（英: fortune）の影響力（英: influence）の原因（英: causes）について。
    - 第2章 - 運（英: fortune）の影響力（英: influence）の程度（英: extent）について。
    - 第3章 - 感情（英: sentiments）の不規則性（英: irregularity）の究極原因（英: final cause）について。

### 第3部
- 第3部 - 我々自身の感情（英: sentiments）と行為（英: conduct）に関する我々の判断（英: judgements）の基礎（英: foundation）、および義務感（英: sense of duty）について。- 全6章。
  - 第1章 - 自己是認（英: self-approbation）と自己否認（英: self-disapprobation）の原理（英: principle）について。
  - 第2章 - 称賛（英: praise）への、および称賛に値するもの（英: praise-worthiness）への愛好（英: love）について、また非難（英: blame）への、および非難に値するもの（英: blame-worthiness）への恐怖（英: dread）について。
  - 第3章 - 良心（英: conscience）の影響力（英: influences）と支配力（英: authority）について。
  - 第4章 - 自己欺瞞（英: self-deceit）の性質（英: nature）について、そして一般規則（英: general rules）の起源（英: origin）と使用（英: use）について。
  - 第5章 - 道徳性（英: morality）の一般規則（英: general rules）の影響力（英: influences）と支配力（英: authority）について、そしてそれらが正当（英: justly）に神の法（英: the Laws of the Deity）として見做されるということ。
  - 第6章 - 義務感（英: sense of duty）が我々の行為（英: conduct）の唯一の原理（英: sole principle）であるべき場合（英: cases）、また他の動機（英: other motives）と協働（英: concur）すべき場合（英: cases）。

### 第4部
- 第4部 - 是認（英: approbation）という感情（英: sentiment）に対して、効用（英: utility）がもつ効果（英: effect）について。- 全2章。
  - 第1章 - 効用（英: utility）の心象（英: appearance）が全ての技芸（英: art）の生産物（英: productions）に付与（英: bestow）する美（英: beauty）について、そしてこの種の美（英: beauty）の広範な影響力（英: extensive influence）について。
  - 第2章 - 効用（英: utility）の心象（英: appearance）が人間（英: men）の人柄（英: characters）や行為（英: actions）に付与（英: bestow）する美（英: beauty）について、またこの美（英: beauty）の知覚（英: perception）が、どの程度「是認（英: approbation）の原初的原理（英: original principles）」の1つと見做せるかについて。

### 第5部
- 第5部 - 道徳的（英: moral）な是認（英: approbation）や否認（英: disapprobation）という感情（英: sentiment）に対する、慣習（英: custom）や流行（英: fashion）の影響（英: influence）について。- 全2章。
  - 第1章 - 我々の美（英: beauty）と醜（英: deformity）の観念（英: notions）に対する、慣習（英: custom）や流行（英: fashion）の影響（英: influence）について。
  - 第2章 - 道徳感情（英: moral sentiments）に対する、慣習（英: custom）や流行（英: fashion）の影響（英: influence）について。

### 第6部
- 第6部 - 美徳（英: virtue）の特徴（英: character）について。- 全3篇。
  - 第1篇 - 本人自身（英: his own）の幸福（英: happiness）に影響（英: affect）するかぎりでの個人（英: individual）の特徴（英: character）について、すなわち賢明さ（英: prudence）について。
  - 第2篇 - 他人（英: other people）の幸福（英: happiness）に影響（英: affect）するかぎりでの個人（英: individual）の特徴（英: character）について。- 全3章。
    - 第1章 - 各個人（英: individuals）が自ずと集団的な世話（英: care）や配慮（英: attention）へと促される順序（英: order）について。
    - 第2章 - 各社会（英: societies）が自ずと集団的な善行（英: beneficence）へと促される順序（英: order）について。
    - 第3章 - 普遍的（英: universal）な博愛（英: benevolence）について。

  - 第3篇 - 自制心（英: self-command）について。

### 第7部
- 第7部 - 道徳哲学（英: moral philosophy）の体系（英: systems）について。- 全4篇。
  - 第1篇 - 道徳感情（英: moral sentiments）の理論（英: theory）において検討（英: examine）されるべき問題（英: questions）について。
  - 第2篇 - 徳（英: virtue）の性質（英: nature）について与えられてきたさまざまな説明（英: accounts）について。- 全4章。
    - 第1章 - 徳（英: virtue）が適切性（英: propriety）に存在（英: consist）するという体系（英: systems）について。
    - 第2章 - 徳（英: virtue）が賢明さ（英: prudence）に存在（英: consist）するという体系（英: systems）について。
    - 第3章 - 徳（英: virtue）が博愛（英: benevolence）に存在（英: consist）するという体系（英: systems）について。
    - 第4章 - 勝手気まま（英: licentious）な体系（英: systems）について。

  - 第3篇 - 是認（英: approbation）の原理（英: principle）をめぐって形成（英: form）されてきたさまざまな体系（英: systems）について。- 全3章。
    - 第1章 - 是認（英: approbation）の原理（英: principle）を自己愛（英: self-love）から導出（英: deduce）する体系（英: systems）について。
    - 第2章 - 理性（英: reason）を是認（英: approbation）の原理（英: principle）とする体系（英: systems）について。
    - 第3章 - 感情（英: sentiment）を是認（英: approbation）の原理（英: principle）とする体系（英: systems）について。

  - 第4篇 - 道徳性（英: morality）に関する実践的規則（英: practical rules）を様々な著者（英: authors）が取り扱った方法（英: manner）について。

## 日本語訳
- 『道徳感情論』村井章子・北川知子訳、日経BP社〈日経BPクラシックス〉、2014年
- 『道徳感情論』高哲男訳、講談社〈講談社学術文庫〉、2013年
- 『道徳感情論』（上・下）水田洋訳、岩波書店〈岩波文庫〉、2003年
- 『道徳情操論』（上・下）米林富男訳、未來社、1969年